# Пір-Кух
Пір-Кух (перс. پیرکوه) — дегестан в Ірані, у бахші Дейламан, в шагрестані Сіяхкаль остану Ґілян. За даними перепису 2006 року, його населення становило 4633 особи, які проживали у складі 1227 сімей.

## Населені пункти
До складу дегестану входять такі населені пункти:
- Асіябсар
- Боне-Замін
- Васме-Джан
- Гафт-Банд
- Ґілакаш
- Ґярмавар
- Джалісе
- Джаран
- Зенаш
- Зенаш-Даре
- Калак
- Карсанґ-е-Шагі-Джан
- Комоні
- Лавалі
- Ларде
- Ліє-Чак
- Мола-Махале
- Пейнаванд
- Пір-Кух-е-Алія
- Пір-Кух-е-Софлі
- Пішкеліджан-е-Бала
- Пішкеліджан-е-Паїн
- Сардсар-е-Шагі-Джан
- Таліджан-Кар
- Чакруд
- Чамчал
- Ярешламан
- Ясан